# Jackie Mudie
Jackie Mudie (Dundee, Escocia; 10 de abril de 1930 – Stoke-on-Trent, Inglaterra; 2 de marzo de 1992) fue un futbolista escocés que jugaba en la posición de delantero.

## Carrera

### Club
Inició su carrera con el Blackpool en 1947, estando 14 años en el club, ayudando a alcanzar la final de la FA Cup en 1951 y 1953, obteniendo el título en 1953. Anotó 144 goles en torneos de liga con el club. De 1961 a 1963 estuvo en el Stoke City, ayudando al club a lograr el título de la Second Division en 1962–63, y también fue cedido a préstamo con el Toronto City de Canadá. Tras firmar con el Port Vale en 1963, entre 1965 y 1967 fue jugador-entrenador del club, junto a su amigo y compañero por varios años Stanley Matthews. Se retira como jugador en 1967 con el Oswestry Town FC.

### Selección nacional
Jugó para Escocia de 1956 a 1958 en 17 partidos y anotó nueve goles, cinco de ellos en la Clasificación para la Copa Mundial de Fútbol de 1958 y uno ante Paraguay en el mundial de Suecia 1958.

### Entrenador
Tras su retiro como jugador, Mudie se mudó a la ciudad de Stoke-on-Trent, su ciudad adoptiva, colocando un negocio de pintura y decoración de interiores. De manera interina dirigió a los equipos Oswestry Town, Crewe Alexandra (donde estuvo oficialmente como asistente), Northwich Victoria, Leek Town y Eastwood Town y también fue un verano a Estados Unidos como entrenador de los Cleveland Cobras en 1978. El también estuvo un tiempo en Sudáfrica como reclutador para el Johannesburg Rangers.

## Muerte
Mudie muere en Stoke en 1992 a los 61 años, dos años después de que fuera diagnosticado con cáncer. Su hijo Graham continua en el Port Vale como un director del club.

## Logros
Blackpool
- FA Cup (1): 1952–53
- Lancashire Senior Cup (1): 1953–54

Stoke City
- Football League Second Division: 1962–63